# Поле частных
Поле частных (называемое также полем отношений) в общей алгебре определяется для области целостности {\displaystyle R} как наименьшее поле, содержащее {\displaystyle R}. Поле частных для {\displaystyle R} может обозначаться {\displaystyle \operatorname {Frac} (R)} или {\displaystyle \operatorname {Quot} (R)}.
Элементы поля частных могут быть (однозначно) конструктивно построены из элементов {\displaystyle R} как классы эквивалентности некоторого бинарного отношения (см. ниже).

## Примеры
- Классическим примером области целостности является кольцо целых чисел; наименьшее расширение его до поля даёт поле рациональных чисел {\displaystyle \mathbb {Q} }.
- Возьмём в качестве {\displaystyle R} кольцо гауссовых целых чисел вида {\displaystyle a+bi,} где {\displaystyle a}, {\displaystyle b} — обычные целые числа. Тогда {\displaystyle \operatorname {Frac} (R)=\{c+d\mathrm {i} \mid c,d\in \mathbb {Q} \}} — поле рациональных гауссовых чисел.
- Поле частных для любого поля изоморфно исходному полю.
- Пусть {\displaystyle K} — поле. Тогда кольцо многочленов {\displaystyle K[X]} с коэффициентами из этого поля всегда является областью целостности. Поле частных для {\displaystyle K[X]} обозначается {\displaystyle K(X)} и называется полем рациональных функций[3].

## Построение
Поле частных для области целостности {\displaystyle R} строится так же, как поле рациональных чисел на основе кольца целых чисел (см. Рациональное число#Формальное определение). Рассмотрим множество упорядоченных пар элементов {\displaystyle a,b\in R\ (b\neq 0)} и определим на нём отношение эквивалентности, как для дробей: пары {\displaystyle (a,b)} и {\displaystyle (c,d)} эквивалентны, если {\displaystyle ad=bc}. Поле частных {\displaystyle \operatorname {Frac} (R)} определяется как совокупность классов эквивалентности (факторкольцо). Класс, содержащий пару {\displaystyle (a,b)}, по аналогии с обычными дробями обозначают как {\displaystyle a/b} или {\displaystyle {a \over b}}.
Сумма {\displaystyle {\frac {a}{b}}} и {\displaystyle {\frac {c}{d}}} определяется, как для дробей: {\displaystyle {\frac {ad+bc}{bd}}}. Аналогично определяется умножение: {\displaystyle {\frac {a}{b}}\cdot {\frac {c}{d}}={\frac {ac}{bd}}}. Несложно проверить:
- Результаты этих операций не зависят от выбора представителей в их классе эквивалентности;
- Сложение обратимо, то есть всегда возможно вычитание;
- Классы {\displaystyle 0/1} и {\displaystyle 1/1} играют роль нуля и единицы соответственно;
- Все аксиомы кольца выполнены.

Поэтому {\displaystyle \operatorname {Frac} (R)} — коммутативное кольцо. Оно содержит кольцо, изоморфное исходному кольцу {\displaystyle R} — для доказательства сопоставим {\displaystyle a\in R} класс, содержащий пару {\displaystyle a/1}.
Далее установим, что у каждого ненулевого класса {\displaystyle {a \over b}} имеется обратный элемент {\displaystyle {b \over a},} определённый однозначно (в этом месте доказательства используется отсутствие делителей нуля), и этот факт означает выполнимость деления. Таким образом, построенная структура {\displaystyle \operatorname {Frac} (R)} является полем.
Поле частных для заданной области целостности единственно с точностью до изоморфизма.
Аналогичное построение может быть произведено для любого коммутативного кольца, результатом будет кольцо частных, которое, вообще говоря, не является полем — среди его элементов могут быть необратимые.

## Свойства
Поле частных кольца {\displaystyle R} удовлетворяет следующему универсальному свойству: если {\displaystyle h:R\rightarrow F} — инъективный гомоморфизм колец из {\displaystyle R} в поле {\displaystyle F}, то существует единственный гомоморфизм колец {\displaystyle g:\operatorname {Frac} (R)\rightarrow F}, который совпадает с {\displaystyle h} на элементах {\displaystyle R}. Это универсальное свойство можно выразить такими словами: поле частных — это стандартный способ сделать элементы кольца обратимыми, соответственно, кольцо частных — это стандартный способ сделать некоторое подмножество элементов кольца обратимыми.
В терминах теории категорий конструкцию поля частных можно описать следующим образом. Рассмотрим категорию, объекты которой — области целостности, а морфизмы — инъективные гомоморфизмы колец. Существует забывающий функтор из категории полей в эту категорию (так как все гомоморфизмы полей инъективны). Оказывается, что у этого функтора существует левый сопряжённый, он и сопоставляет целостному кольцу его поле частных.